# Колеђиљиони II (Анкона)
Колеђиљиони II је насеље у Италији у округу Анкона, региону Марке.
Према процени из 2011. у насељу је живело 41 становника. Насеље се налази на надморској висини од 337 м.